# جائزة إيطاليا الكبرى للدراجات النارية 2000
جائزة إيطاليا الكبرى للدراجات النارية 2000 هو سباق دراجات نارية أقيم بتاريخ 28 مايو 2000 في حلبة موجيلو. كان الجولة السادسة من أصل 16 في سباق الجائزة الكبرى للدراجات النارية موسم 2000. فاز الإيطالي لوريس كابيروسي بفئة 500 سي سي بينما جاء الإسباني كارلوس تشيكا في المركز الثاني وحصل على المركز الثالث البريطاني جيريمي ماك وليامز.

## وصلات خارجية
- الموقع الرسمي